# The Edge
Dave Howell Evans (Barking, Inglaterra; 8 de agosto de 1961) conocido como The Edge, es el guitarrista, teclista y corista de la banda irlandesa de rock U2.
Su destreza para tocar la guitarra, junto con su estilo musical apoyado en sonidos digitales, han sido claves para definir el sonido de U2 a través de su carrera. 
En el año 2003, la revista Rolling Stone lo posicionó en el 38.º puesto de su listado de Los 100 mejores guitarristas de la historia.
Además de trabajar con U2, The Edge también ha grabado con artistas como: Johnny Cash, B. B. King, Tina Turner, y Ron Wood. Trabajó junto con Brian Eno, Daniel Lanois y su colaborador Michael Brook en la película Captive de 1986. Creó también la canción de la serie animada de televisión The Batman.

## Biografía
Dave Evans nació en Barking, Inglaterra, hijo de Garvin y Gwenda Evans, ambos de origen galés. Cuando tenía solo un año, su familia se mudó a Dublín, Irlanda, donde tiempo después estudiaría en el St. Andrew's National School.
Siendo conocido por no relacionarse mucho con sus compañeros de secundaria, tomó clases de piano y guitarra. A menudo tocaba con su hermano Dick Evans, antes de responder a un anuncio colocado por Larry Mullen Jr. buscando músicos para formar una banda de rock, que en un primer momento se nombró Feedback y luego The Hype. Su hermano Dick dejó el grupo para irse con los Virgin Prunes.

### U2
Finalmente la banda tomaría el nombre de U2 en marzo de 1976 con cuatro integrantes: The Edge, Bono, Larry Mullen Jr. y Adam Clayton. Su nombre llegaría en honor al avión espía Lockheed U-2.
U2 comenzó a tocar en varios bares y teatros menores, mientras fue desarrollando su álbum debut, Boy, que vería la luz en 1980.
En 1982 The Edge estuvo cerca de abandonar la banda debido a cuestiones religiosas, pero sus compañeros lo convencieron de permanecer en ella, a la vez que se unió a un grupo religioso denominado Shalom junto con Bono y Larry. Al poco tiempo escribiría una de sus creaciones más famosas, «Sunday Bloody Sunday».
En la biografía del grupo "U2 By U2", Edge, aunque no da muchos datos, revela que su hija Sian padece de una horrible enfermedad, pero que mantiene la esperanza. El concierto U2 Vertigo Tour Live from Chicago, está dedicado a Sian.

## Música

### Guitarrista

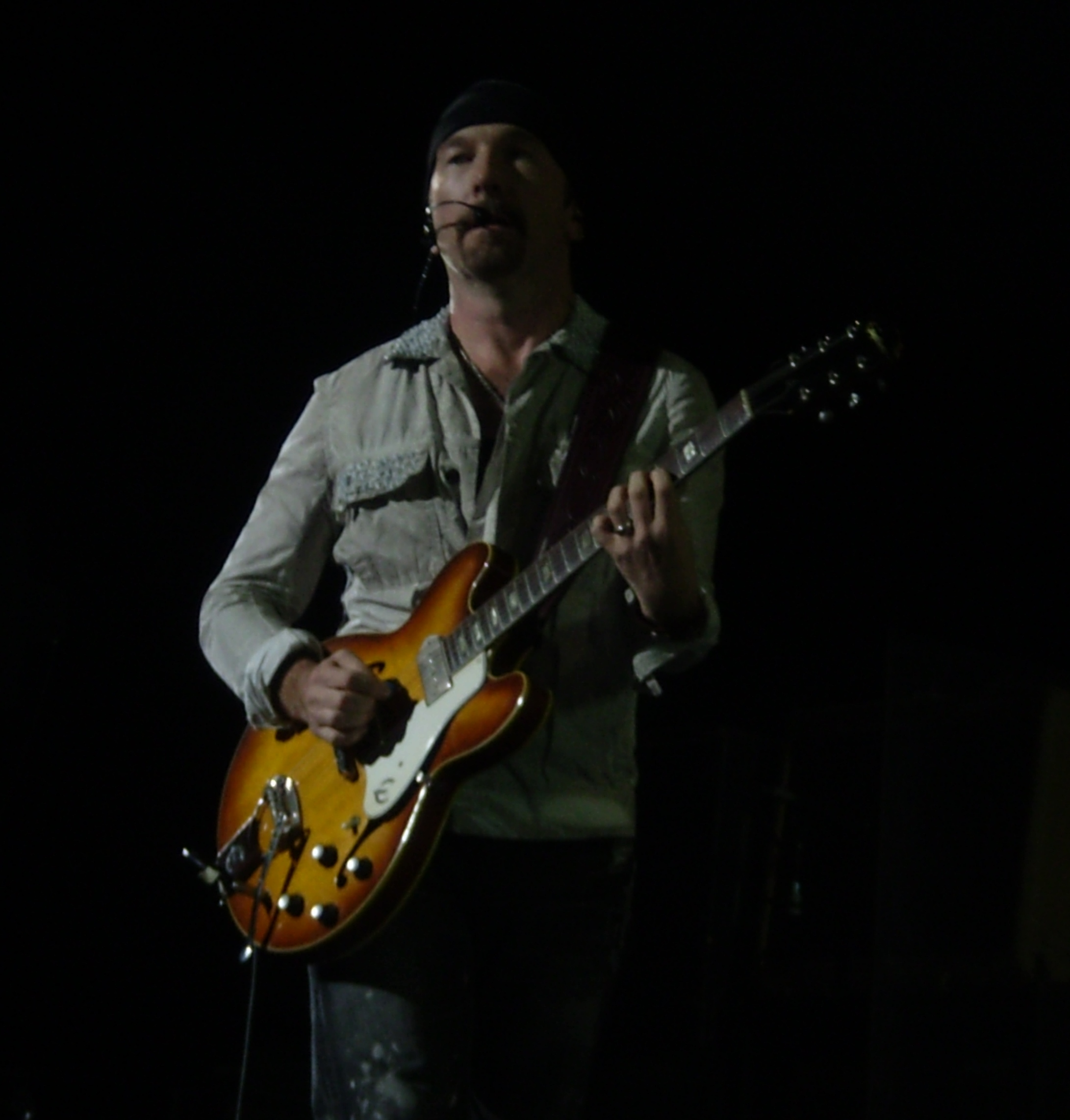
The Edge durante el 360° Tour

Como guitarrista, The Edge es reconocido por tener un estilo musical basado en sonidos y efectos digitales, y por focalizarse en las texturas y las melodías. El álbum The Joshua Tree es uno de los mejores ejemplos, con canciones como «With Or Without You»
y «Where The Streets Have No Name», siendo ambas de las más reconocidas y alabadas de su historia.
The Edge ha declarado que ve las notas musicales como “costosas”, por lo cual prefiere utilizar la menor cantidad posible, evitando así saturar las canciones.
The Edge toca la guitarra eléctrica, guitarra acústica, teclados, piano, bajo (en "40" y "Race Against Time") y el lap steel.

### Influencias y herencia
Cuando se le preguntó si Jimi Hendrix fue una de sus principales inspiraciones, The Edge dijo 
dos guitarristas como sus principales influencias: "Mis antecedentes son mucho más Tom Verlaine (de la banda Television) y John McGeoch (de las bandas Magazine y Siouxsie And The Banshees)". The Edge cita Rory Gallagher como "una gran influencia" en su obra. 
También fue anotado por Patti Smith; "su forma de tocar la guitarra era competente, era perfecta para su banda".
The Edge también ha influido en varias bandas como Radiohead y Coldplay.

### Corista
The Edge ha sido siempre el corista de la banda, ofreciendo respaldo a Bono en múltiples canciones. En el álbum Under a Blood Red Sky y el video Live At Red Rocks, ambos de 1983, pueden verse diferentes ejemplos de esto; también en el posterior DVD del Elevation Tour, casi 20 años después, en canciones como «Beautiful Day».
También ha tomado el rol de vocalista principal en algunas canciones, como «Van Diemen's Land» del álbum Rattle and Hum y «Numb» del álbum Zooropa.

### Teclista
The Edge también es reconocido por sus aportes en el teclado en varias canciones de la banda, entre las cuales se destacan «So Cruel», «Miss Sarajevo», «Please», y la más reconocida «New Year's Day», en su larga introducción.

## Apodo
Existen diferentes especulaciones en cuanto al apodo de The Edge ("el filo" en idioma español):
- En una entrevista durante la filmación de la película The Million Dollar Hotel, Bono declaró que el apodo se refería a que The Edge se siente cómodo con las alturas, y gusta estar al filo de las mismas. Sin embargo, en una entrevista con Michka Assayas, Bono declaró que el mismo se debe a sus rasgos faciales (cara y nariz).[9]

- En una entrevista televisiva en el programa T4, The Edge mismo respondió “es la nariz’’, en referencia a sus rasgos faciales angulares.

## Look distintivo
A partir de sus 20 años, The Edge comenzó a tener problemas de cabello; debido a esto y desde entonces, los sombreros han sido una marca registrada en sus apariciones públicas y shows, desde sombreros de cowboy como en la épocas de The Joshua Tree y Rattle and Hum, hasta gorro de lana (beanie) como en sus años más recientes. Solo se lo ha visto sin sombreros o gorro en contadas apariciones, como en la presentación de «Miss Sarajevo» junto a Luciano Pavarotti.

## Vida privada
The Edge se casó con su novia de secundaria Aislinn O'Sullivan, con quien tuvo tres hijas: Hollie, Arun y Blue Angel. The Edge y O'Sullivan se separaron en 1990 pero no se divorciaron a causa de las leyes irlandesas hasta 1996, cuando el divorcio fue legalizado.
El 1 de octubre de 1997 The Edge tuvo a su cuarta hija, Sian Beatrice Echo, con Morleigh Steinberg, bailarina en la canción Mysterious Ways durante el Zoo TV Tour de U2 a principios de los años 1990. Su hijo Levi nació el 25 de octubre de 1999. The Edge y Morleigh se casaron en junio del 2002. Actualmente reside en Killiney, al sur de Dublín.

## Equipos
En comparación con muchos guitarristas, The Edge es conocido por utilizar muchas guitarras durante una presentación. De acuerdo con su técnico de guitarra Dallas Schoo, un guitarrista típico utiliza de 4 a 5 guitarras en un show, mientras que The Edge lleva 45 en cada tour, y utiliza 17 a 19 en un concierto de 2 horas y media. En un estudio de grabación puede tener alrededor de 200 guitarras.

### Guitarras
| - 1976 Gibson Explorer Limited Edition The Edge tiene varias de estas. Actualmente su primera Explorer obtenida la deja solo para ser usada en el estudio. - 1973 (Per Dallas Schoo video at u2.com) Fender Stratocaster "Blackie #1". Usada en "Bullet The Blue Sky" y "Where The Streets Have No Name", entre otras canciones. - 197x Fender Stratocaster The Edge tiene varias Stratocasters de esta época, de modelos y acabados similares. - 1973 Gibson Les Paul Custom Acabado en blanco. Potenciometros negros. - 1975 Gibson Les Paul Custom Acabado en blanco. Potenciometros dorados. The Edge donó esta Les Paul Custom para una subasta con fines caritativos Music Rising. - 1982 Gibson Les Paul 30th Anniversary Goldtop con micrófonos PAF reeditados. - 2005 Gibson Les Paul Standard Music Rising (Probablemente él posee más de un ejemplar de estas). - 1966 Gibson SG Con acabado Heritage cherry. Usada en vivo para "Elevation". - 1965 Gibson SG Con acabado Pelham blue. Como respaldo a la Heritage cherry SG. - Fender Telecaster Acabado en amarillo. Usada para "Vertigo", "Get on your Boots" y "I'll Go Crazy If I Don't Go Crazy Tonight (remix)". - 1996 Fender Telecaster Blanca con hardware dorado, edición 40 aniversario, hecha en Japón. Usada en vivo para "Sunday Bloody Sunday" en los tours Elevation y Vertigo. Esta guitarra también puede ser vista en el video "Walk On". - 1962 Fender Jaguar Usada en el video "Electrical Storm". - Rickenbacker 330/12 Fireglo. Usada en vivo para "Mysterious Ways" y "Sometimes You Can't Make It On Your Own." Tiene varias de estas. La que utilizó en el tour Elevation (fabricada 1967) fue destruida en el año 2002. - Rickenbacker 330/12 Mapleglo. Usada en vivo para "Mysterious Ways" en el tour U2 360°. - 1963 Gretsch G6122 Country Gentleman. - Gretsch Stereo Country Club Usada para el tour U2360° para "Moment Of Surrender" - Gretsch White Falcon Usada principalmente en el estudio y en algunas de sus primeras presentaciones en TV para la canción "Trip Through Your Wires". No ha sido vista en ningún tour. Pudo ser vista en "Rattle and Hum" durante la canción "Desire". - Line 6 Variax 700 Acústica (2). Una es blanca con círculos rojos, usada para la canción "The Fly" durante el tour 'Vertigo' en los años 2005/2006. La otra tiene detalles dorados y es utilizada en "Love and Peace (Or Else), durante el tour 'Vertigo' en los años 2005/2006. | - 1962 Epiphone Casino acabado en tabaco. Utilizada en el tour U2360° para las canciones "Breathe" y "No Line On The Horizon" - Epiphone Sheraton - 2006 Epiphone Standard Music Rising - Gibson SJ-200 acabado en tabaco - Gibson SJ-200 acabado al natural - Gibson SJ-200 Modelo Pete Townshend (2) acabado al natural - 199x Fernandes Decade Elite (2). Una en acabado "sea foam". Otra en acabado "orange" - 2001 Fernandes Customized Native Pro. Metallic con acabado en verde. Los humbuckers originales de esta guitarra fueron reemplazados por unos Duncan Hot Rails. Se retiró el mástil de fábrica de esta guitarra para ser reemplazado por un mástil Decade Elite. - 2002 Fernandes Retrorocket Elite. Acabado en negro. Usada para "With Or Without You" por tener un pickup sustainer. - 200x Fernandes Retrorocket Elite. Acabado en negro, con pickguard blanco. Usada para "UltraViolet (Light My Way" durante el tour U2360°. - 1997 Gibson ES-175 acabado en azul (realmente pertenece a Bono). The Edge la utiliza en el video "The Ground Beneath Her Feet". - 1953 Gibson ES-295 - aparece en el videoclip de "Desire". Utilizada también durante el tour Joshua Tree y fue vendida en una subasta de Music Rising en el año 2007. - Gibson ES-330 acabado en tabaco. Vista en los videos "Who's Gonna Ride Your Wild Horses" y "One". Fue utilizada en la canción "One" durante los shows de ZooTV/Zooropa. - Gibson ES-335 acabado en tabaco. - Gibson Sonex-180 Deluxe. Acabado en negro. Utilizada durante algunas presentaciones del álbum October. Luego fue reemplazada por una Gibson Les Paul Custom de 1975. - Gibson Byrdland se piensa que pudo haber sido prestada. Vista en algunas fotos y videos de "Rattle and Hum" - Washburn/Taylor Acústicas, se hicieron famosas en las versiones en vivo de "Party Girl". - Yamaha CP70: usado para "October", "New Year's Day", "Running To Stand Still", "Original Of The Species." - Yamaha CP80: usado para "Moment of Surrender", |

### Bajo
Cuando tomó las riendas del bajo en la canción "40", usó un Ibanez Musician en los 80s y el Lakland Darryl Jones Signature más recientemente en el Vertigo Tour.

#### Amplificadores
- Vox AC30 – su AC30 original de 1964 ha sido utilizado para grabar en cada álbum de U2 así como en cada concierto. En una entrevista dijo tener alrededor de unos 30 ejemplares de este modelo.
- Fender Deluxe Tweed – 1956 con altavoces Vox.
- Fender Deluxe Tweed – 1958 con altavoces Jensen de Alnico.
- Fender Blues Jr
- Roland JC120